# Диссорофиды
Диссорофиды (лат. Dissorophidae) — семейство темноспондилов позднего карбона — перми. Наиболее наземные из всех темноспондилов. Скелет массивный, тело короткое, конечности длинные, сильные. Голова огромная относительно размеров тела. Череп высокий и широкий, огромные глазницы, крупное теменное отверстие. Огромные ушные вырезки, судя по строению окружающей кости, содержали барабанную перепонку. Затылочный мыщелок парный. Челюстное сочленение на уровне затылочного. Скульптура черепа гребнистая. Края орбит и теменного отверстия окружены костными валиками, что предполагает толстую кожу. У большинства известен дермальный панцирь на спине из парных рядов костных пластин, приросших к остистым отросткам позвонков, у какопса пластины лежали в два слоя (внутренний слой прирастал к позвонкам). Кожа, по-видимому, мягкая, следов чешуи не выявлено. Хвост короткий. Вероятно, прибрежные амфибиотические и полуназемные хищники. Есть свидетельства (следы зубов на костях), что крупные диссорофиды могли питаться и падалью.
Не менее 15 родов, из позднего карбона — средней перми Северного полушария. Большинство родов описано из ранней перми Северной Америки.
Наиболее известен род какопс (Cacops) с единственным видом C. aspidephorus, описанным Сэмюэлем Виллистоном в 1910 году из ранней перми (клир-форк) Техаса. Скелет часто изображают в литературе. Длина черепа около 20 см, общая длина до 50 см. Виллистон считал какопса ночным животным из-за очень крупных глазниц. Череп слегка удлинённый, высокий, сжатый с боков. Ноздри крупные, сближенные. Огромные ушные вырезки. Есть пре- и постхоанные небные клыки, наружная крыловидная кость без зубов. 21 предкрестцовый позвонок, 2 крестцовых, 21—22 хвостовых. Пластинки спинного панциря соединены друг с другом и с остистыми отростками, слегка шире позвонков.
Описанный в 1980 году Ю. М. Губиным камакопс (Kamacops acervalis) из средней перми Пермской области (очёрская фауна) — ближайший родственник какопса. От своего американского родича отличается более крупными размерами (череп до 25—30 см длиной), меньшим размером глазниц, скульптурой черепа. Глазницы направлены скорее вверх, чем в стороны. Вероятно, камакопс больше времени проводил в воде. Панцирный щиток американского рода Alegeinosaurus известен из местонахождения Усть-Коин в республике Коми. Он относится к нижнеказанскому веку (голюшерминский субкомплекс).
Большой исторический интерес представляет крупный диссорофид зигозавр (Zygosaurus lucius). Его череп был обнаружен майором фон Кваленом в 1847 году в Ключевском руднике в Оренбургской области. Род описан Эдуардом Эйхвальдом в 1848 году. Это одна из первых находок позвоночных в медистых песчаниках Приуралья. Череп зигозавра высокий, удлиненно-овальный, сильно скульптированный, длина черепа до 17 см (по Эйхвальду — «длина 4 вершка, ширина 3 вершка»). Череп резко сужается впереди глазниц, расширяется в височной области и вновь сужается к затылку. Огромное теменное отверстие. Крупные конические зубы.
По возрасту он принадлежит к ишеевскому комплексу — это последний из известных диссорофидов. Кроме черепа, других костей этого темноспондила не обнаружено.
К диссорофидам принадлежит крайне необычное животное — платигистрикс (Platyhystrix rugosus). У этого диссорофида, достигавшего 70 см длины имелись необычно высокие скульптированные остистые отростки спинных позвонков. Концы этих выростов расширены и уплощены (наподобие хоккейной клюшки), покрыты бугорками. Вид описан Кейзом в 1910 году как пеликозавр Ctenosaurus rugosus (по остаткам позвонков, из-за сходства в строении с эдафозаврами), в особый род выделен Виллистоном в 1911 году. Остатки этого животного известны из позднекарбоновых — раннепермских (формация Або/Катлер) отложений Нью-Мексико и Техаса. Судя по всему, отростки образовывали «парус». В отличие от «паруса» пеликозавров, у платигистрикса на остистых отростках нет следов выраженной васкуляризации, поэтому его «парус» вряд ли служил для терморегуляции.
Диссорофиды часто рассматриваются как предки бесхвостых земноводных, но они были слишком специализированы. Больше сходны с возможными предками анур мелкие диссорофоиды — амфибамиды, бранхиозавриды, микрофолиды.